# Hualien
Pour les articles homonymes, voir Hualien (homonymie).
Hualien (chinois traditionnel : 花蓮市 ; chinois simplifié : 花莲市 ; pinyin : huālián shì ; Wade : Hua¹-lien² shih⁴ ; zhuyin : ㄏㄨㄚ ㄌ〡ㄢˊ ㄕˋ) est une municipalité de Taïwan et la neuvième ville la plus peuplée du pays. Hualien est le chef-lieu du Comté de Hualien, situé sur la côte orientale de l'île. Ces deux toponymes proviennent du cours d'eau Hualien qui les traverse.
Une importante communauté aborigène Taroko (ou Seedeq) y vit.

## Climat
Hualien est soumise à un climat équatorial, avec des cyclones fréquents puisque la ville est située au bord de l'océan pacifique. 

La température moyenne en 2021 était de 19,5 °C (19,5 °C) 

## Histoire
La ville est créée en 1851 lorsque des fermiers Han originaires de Taipei s'y installent.
Un imposant temple bouddhiste y est créé par les Japonais lors de leur colonisation de Taïwan (1895-1945).
Elle est touchée le 6 février 2018 par un séisme qui fait de nombreux dégâts, morts et blessés.

## Démographie
Sa population est estimée à 109 251 habitants au recensement de février 2019.

## Personnalités liées à la commune
- Che-Hsuan Lin, voltigeur des Ligues majeures de baseball évoluant avec les Astros de Houston.

## Villes jumelles
La ville de Hualien est jumelée avec :
- Ulsan, Corée du Sud (1982)
- Yonaguri, Japon (1982)
- Albuquerque, États-Unis (1983)
- Bellevue, États-Unis (1984)
- Oudtshoorn, Afrique du Sud (1985)